# Dendrobium rhodocentrum
Dendrobium rhodocentrum är en orkidéart som beskrevs av Heinrich Gustav Reichenbach. Dendrobium rhodocentrum ingår i släktet Dendrobium, och familjen orkidéer.
Artens utbredningsområde är Burma. Inga underarter finns listade i Catalogue of Life.